# A23 (Groot-Brittannië)
De A23 is een weg in het Verenigd Koninkrijk tussen Londen en Brighton in Sussex, een badplaats aan Het Kanaal. De weg is 85 kilometer lang.
Tussen Londen en Crawley is de hoofdverkeersfunctie overgenomen door de parallelle autosnelweg M23.

## Hoofdbestemmingen
De volgende hoofdbestemmingen (primary destinations) liggen aan de A23:
- Londen
- Croydon
- Redhill
- Reigate
- Gatwick Airport
- Crawley
- Brighton